# Trinitrotoluène
TNT
Pour les articles homonymes, voir TNT.
Le trinitrotoluène (TNT) est un explosif, utilisé dans plusieurs mélanges, notamment en proportion égale avec le nitrate d'ammonium pour former l’amatol.

## Historique
Le TNT a été découvert en 1863 par le chimiste allemand Julius Wilbrand. Il fut d'abord utilisé comme pigment jaune pour les textiles, ce qui causera plusieurs milliers de morts du fait de sa toxicité alors inconnue. Son potentiel explosif n'a pu être observé qu'une trentaine d'années après sa découverte, en raison de la difficulté à mettre au point un détonateur efficace, du fait de sa faible sensibilité et de sa puissance modeste en comparaison d'autres explosifs.
Cependant, plusieurs de ses propriétés lui permettent d'être intégré au sein des torpilles et ainsi d'avoir un pouvoir destructeur plus important que les autres explosifs alors utilisés, comme l'acide picrique. L'armée allemande l'adopte en 1902, tandis que les Britanniques l'intègrent progressivement à leur arsenal à partir de 1907.
C'est ainsi que, durant la Première Guerre mondiale, le pouvoir destructeur des torpilles de la marine impériale allemande est plus important que celui des britanniques car elles explosent après avoir perforé la coque, tandis que les torpilles britanniques explosent à son contact et donc dissipent à l'extérieur du bateau une partie de l'énergie dégagée par l'explosion.

## Chimie
Le TNT est un composé chimique de type aromatique cristallin.
Il est préparé par nitration du toluène (C7H8). Toute la difficulté de sa synthèse vient du fait que la température nécessaire à son obtention est proche de la température d'explosion du composé binitré (dinitrotoluène) formé intermédiairement. Sa formule est C6H2(NO2)3CH3.
Il existe trois autres isomères trinitrotoluène du TNT (2,4,6-trinitrotoluène) : le 2,3,4-, le 2,3,5- et le 2,3,6-trinitrotoluène.

## Explosif
Lors de l'explosion, le TNT peut se décomposer selon différentes réactions - voir article en bas de page pour plus de détails - :
2 C7H5N3O6 → 3 N2 + 5 H2O + 7 CO + 7 C
et surtout :
2 C7H5N3O6 → 3 N2 + 5 H2 + 12 CO + 2 C
ou encore :
2 C7H5N3O6 → 3 N2 + H2 + 4 H2C2 + 6 CO2
C7H5N3O6 → 3 HCN + H2O + 3 CO + CO2
C7H5N3O6 → HCN + (CN)2 + 2 H2O + 4 CO
2 C7H5N3O6 → 6 NO + 5 H2C2 + 2 CO + 2 CO2
2 C7H5N3O6 → 6 HCNO + 2 H2C2 + 2 CO + 2 CO2.
Un mélange de ces équations est plus probable.[réf. nécessaire]
Sous sa forme raffinée, le trinitrotoluène est extrêmement stable et considérablement moins sensible que la nitroglycérine aux chocs et au transport (d'où son utilisation exclusive en tant qu'explosif militaire, capable de subir des impacts de balles de petit calibre sans détoner). Son action explosive doit être amorcée par un détonateur. Il n'interagit pas avec les métaux et n'absorbe pas l'eau, ce qui lui assure une stabilité pour des stockages assez longs, contrairement à la dynamite, mais il peut former des composés instables au contact de métaux alcalins.
L'énergie spécifique de combustion du TNT est de 14,5 MJ/kg, la combustion nécessitant que des atomes de carbone du TNT réagissent avec l'oxygène de l'air. L'énergie de détonation est de 4,184 MJ/kg. Le facteur d'efficacité relative, une mesure de puissance d'un explosif destiné à des démolitions militaires, est utilisé pour comparer l'efficacité massique d'un explosif par rapport au TNT.
On peut remarquer que les explosifs (non-nucléaires) produisent moins d’énergie par kilogramme que des produits alimentaires comme les matières grasses (38 MJ/kg) ou le sucre (17 MJ/kg). De même, la tonne d'équivalent pétrole vaut 41,868 GJ à comparer à une tonne de TNT qui équivaut à 4,184 GJ. On peut noter trois différences essentielles entre ces chiffres :
- les énergies spécifiques de combustion des combustibles ordinaires sont calculées sans tenir compte de la masse d'oxygène nécessaire à la combustion : si l'on en tient compte, il faut diviser le chiffre par plus de quatre pour les matières grasses, et environ deux pour les sucres ;
- la combustion des explosifs nitrés se faisant sans apport d'oxygène atmosphérique, elle est loin d'être complète : la quantité d'oxygène disponible n'est pour le TNT qu'un tiers environ de ce qui serait nécessaire pour une combustion complète ;
- cependant, les explosifs ont des effets bien plus destructeurs, car ils libèrent leur énergie presque instantanément, n'ayant pas besoin d’oxygène externe pour leur combustion.

## Unité d'énergie d'une explosion
L'énergie dégagée lors de l'explosion des bombes, en particulier celles des bombes atomiques, est souvent désignée par un équivalent en TNT. On utilise alors la « tonne de TNT » et ses multiples la « kilotonne » (1 kt de TNT, souvent abrégée simplement par 1 kT, vaut 1 000 t de TNT, soit 4,184 × 1012 J = 4,184 TJ), ou la « mégatonne » (1 Mt TNT, ou 1 MT, vaut 1 000 000 t de TNT, soit 4,184 × 1015 J = 4,184 PJ).
La bombe larguée sur Hiroshima en 1945 avait une énergie d'environ 15 kt, soit 15 000 t de TNT (un cube de TNT de 21 m de côté), ou 62,76 TJ. La bombe H la plus puissante jamais testée — la Tsar Bomba soviétique, le 30 octobre 1961 — était équivalente à 57 Mt (un cube de TNT de 325 m de côté), soit 238,488 PJ.

## Production

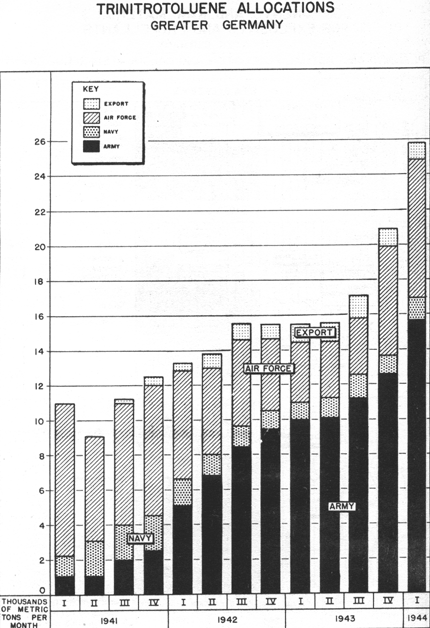
Répartition de la production de TNT par branche de l'armée allemande entre 1941 et le premier trimestre 1944 par milliers de tonnes et par mois.

Le complexe militaro-industriel allemand a produit 5 590 t de trinitrotoluène par mois en moyenne en 1939, 7 250 t/mois en moyenne en 1940, 10 560 t/mois en moyenne en 1941, 11 000 t/mois en moyenne en 1942, 16 180 t/mois en moyenne en 1943, 17 280 t/mois en moyenne en 1944, avec un fort déclin à partir de mi-juin dû aux bombardements stratégiques alliés, puis s'effondre début 1945.
La production de ce produit par le complexe militaro-industriel des États-Unis a cessé en 1986. En 2005, la Radford Army Ammunition Plant (en) dans le comté de Pulaski (Virginie) devait en produire de nouveau de façon plus écologique mais l'obsolescence des installations à fait échouer ce projet. La capacité de production théorique de cette usine, qui est la seule produisant du TNT aux États-Unis, est de quinze millions de livres par an (environ 6 800 t).
En novembre 2024, l'US Army attribue un contrat d'une valeur maximal de 435 millions de dollars à la filiale américaine de l'entreprise turque Repkon pour la construction d'une nouvelle usine produisant du TNT à Graham, comté de Muhlenberg, Kentucky qui selon les médias turques devrait être achevée en novembre 2028.

## Toxicité (voir notes 12 et 13 pour la toxicologie )
Beaucoup de terrains militaires sont contaminés par le TNT. Une exposition à de fortes doses peut provoquer des anémies et des maladies du foie. On a également observé des hypertrophies de la rate et des effets négatifs pour le système immunitaire chez des animaux qui avaient ingéré et respiré du trinitrotoluène, ainsi que des irritations cutanées. Les autres effets délétères sont une baisse de la fertilité masculine et un risque cancérigène (c'est un dérivé d'un hydrocarbure aromatique, dont beaucoup de propriétés sont communes avec le benzène, de nature cancérigène). La consommation de TNT noircit l’urine.
Durant la Seconde Guerre mondiale, la production de TNT pour les besoins de la Wehrmacht fut souvent confiée à des ouvriers étrangers du Service du travail obligatoire, des prisonniers de guerre et des Arbeitsmaid du Kriegshilfdienst dont des malgré-elles. L'un des gros ateliers de production fut l'usine Werk Tanne de Clausthal-Zellerfeld en Basse-Saxe, qui produisait, en 1943-44, 28 000 tonnes de TNT. Les conditions sanitaires y étaient déplorables. Du fait de sa dangerosité, le produit était manipulé manuellement et pénétrait dans l'organisme par la peau ou par les voies respiratoires. Les premiers signes d'empoisonnement étaient la « galle de la poudre » (Pulverkrätze), très douloureuse, suivie par une décoloration en jaune ou roux des cheveux, puis une pigmentation orange de la peau, suivie d'une anémie et d'une leucémie mortelle. Les ouvriers en contact direct avec le TNT étaient surnommés « Canaris », signe qu'ils étaient contaminés par le produit. Les soins donnés aux malades étaient alors rudimentaires. Les médecins des camps de travail leur servaient du lait comme contre-poison et on badigeonnait quotidiennement le malade d'huile de mitigal.